# Via Dante (Palermo)
Via Dante è un importante asse viario della città di Palermo.
Collega il centralissimo Teatro Politeama a Piazza Principe di Camporeale, nelle vicinanze del sollazzo regio della Zisa, patrimonio dell'umanità nell'ambito del sito seriale Palermo arabo-normanna e le cattedrali di Cefalù e Monreale.

## Storia
Via Dante fu aperta nel 1892, al termine dell'Esposizione nazionale, evento di grande importanza per la Palermo della Belle Époque. In un primo momento questa nuova arteria fu chiamata Via dell'Esposizione, collegando la zona del Teatro Politeama a Via Malaspina. Qui si raccordava alla più antica Via Lolli. Il riferimento a Dante Alighieri risale al 1910, in occasione del cinquantesimo anniversario dell'Unità d'Italia. Da quel momento l'intera arteria, costituita da Via dell'Esposizione e Via Lolli, fu ribattezzata Via Dante.
L'arteria divenne ben presto una delle strade più rinomate della città in espansione, arricchendosi di eleganti dimore signorili e ville con ampi giardini. In prossimità di Piazza Principe di Camporeale fu costruita la residenza dell'importante famiglia anglo-siciliana dei Whitaker (Villa Malfitano Whitaker), mentre nella vicina zona dell'Olivuzza si stabilirono i Florio, che costruirono l'omonimo Villino situato nell'odierno Viale Regina Margherita.
Adiacente alla villa Malfitano e la palazzina già Notarbartolo Conte del Priolo, poi marchesi Rivarola, opera degli anni ‘80 del XIX secolo dei fratelli Giovan Battista Palazzotto e Francesco Paolo Palazzotto.
Tuttora Via Dante costituisce una delle principali vie di attraversamento e collegamento tra le vecchie borgate e le zone di espansione settentrionale di Palermo. Lungo la strada si affaccia Piazza Lolli, che ospita l'omonima Stazione di Lolli del Passante ferroviario di Palermo.

## Luoghi d'interesse
- Palazzo Ziino
- Teatro Politeama
- Villa Malfitano Whitaker
- Villino Favaloro